# Astracantha stenonychioides
Astracantha stenonychioides là một loài thực vật có hoa trong họ Đậu. Loài này được (Freyn & Bornm.) Podlech miêu tả khoa học đầu tiên.